# Indentur
Indentur (englisch indenture, französisch engagisme) ist eine vor allem im englischen Rechtssystem des 16. bis 18. Jahrhunderts vorkommende Form der Vertragsknechtschaft. Der indentured servant (Knecht mit „gezahntem“ Zeitvertrag oder Vertragsknecht auf Zeit) war ein unter Vertrag stehender Arbeiter, der für eine bestimmte Zeit für eine andere Person oder ein anderes Unternehmen arbeitete, oft ohne dafür Lohn zu erhalten. Im Gegenzug erhielt er dafür Unterkunft, Lebensmittel, Ausbildung oder Transport in ein anderes Land (z. B. in die Kolonien). Nachdem der Arbeiter die im Vertrag bestimmte Zeit – traditionell sieben Jahre – gearbeitet hatte, stand es ihm frei, selbst eine Farm zu gründen oder sein eigenes Gewerbe auszuüben. Viele mittellose Kolonisten aus Europa schlossen solche Verträge ab, um die teure Passage von Europa in die Neue Welt finanziert zu bekommen.
Indentured labour bezeichnete den in der zweiten Hälfte des 19. Jahrhunderts und dem frühen 20. Jahrhundert stattgefundenen Handel mit Arbeitern aus dem Südpazifik und Asien zur Kontraktarbeit meist in Plantagen Queenslands, Fidschis, Samoas, Perus und Oʻahus oder in den Nickelminen Neukaledoniens. Praktiken wie Blackbirding oder Kulihandel im Rekrutierungsprozess und die Behandlung der Arbeiter an ihren Zielorten rückten diese Arbeitsverpflichtungen in die Nähe der Sklaverei.

## Begriff
Der Begriff Indentur („Einzahnung“) leitet sich vom mittelenglischen Begriff indenture ab – ein Vertrag in doppelter Ausführung auf demselben Blatt Papier, wobei die beiden Kopien im Zickzackmuster auseinandergeschnitten wurden (Charta partita). Wegen des daraus entstehenden Zahnmusters (lateinisch dens „Zahn“) konnten die beiden Teile später zusammengelegt werden, Fälschungen wurden so erschwert.
Die Vertragsknechtschaft oder Indentur (Indentured Servitude) ist in einigen Aspekten vergleichbar mit der Schuldknechtschaft und der Sklaverei. In der Kolonialzeit verkam die Indentur als Lehr- oder Dienstvertrag zu einer spezifisch kolonialen Rechtsform – genauer gesagt zu einer Form der Schuldknechtschaft, die Plantageneignern über eine Laufzeit von vielen Jahren nahezu unbeschränkte Verfügungsgewalt über den Vertragspartner verlieh. Es gab Fälle, in denen Schuldknechte während ihres Dienstes von ihrem Arbeitgeber ausgebeutet wurden. Solch eine Möglichkeit konnte sich zum Beispiel ergeben, wenn der indentured servant dringend bestimmte Waren oder Dienstleistungen benötigte. Falls sie sich diese Waren wegen ihrer fortgesetzten Mittellosigkeit oder wegen Überteuerung nicht leisten konnten, wurde ihnen dann vom Arbeitgeber das Benötigte gegen Verlängerung der Vertragsdauer angeboten. Solche Waren konnten zum Beispiel Medikamente und Dienstleistungen, beispielsweise Arztbehandlungen, sein.
Das Historical Dictionary of Oceania beschreibt die Praktik indentured labour verallgemeinernd als Labour Trade (Arbeitskräftehandel). Dieser sei “the system of indentured labour, developed as a scaled-down but legal replacement of slave labour.” (deutsch: „das System der Kontraktarbeit, entwickelt als ein abgeschwächter aber rechtmäßiger Ersatz für Sklavenarbeit.“)
Indentured labour lässt sich auch als Arbeitsverpflichtung ins Deutsche übersetzten.

## Verbreitung

### Karibik
Die meisten europäischen Siedler, die im 16. und 17. Jahrhundert in die Karibik auswanderten, kamen als indentured servants. Leute aus dem gemeinen Volk, in der Mehrzahl junge Männer mit Träumen von Landbesitz und schnellem Wohlstand, verkauften Jahre ihrer Freiheit im Austausch gegen die Überfahrt auf die Inseln. Die Landbesitzer auf den Inseln bezahlten die Überfahrt der Knechte (servants) und sorgten während der Dienstzeit für Unterkunft und Verpflegung. Der Knecht musste auf den Feldern des Landbesitzers (Master, Herr) für die Zeit des Vertrags, meist sieben Jahre, arbeiten. Während der Vertragslaufzeit wurde der Knecht als Eigentum des Herrn angesehen. Er konnte verkauft oder weggegeben werden und durfte nicht ohne die Erlaubnis des Herrn heiraten. Ein Knecht durfte normalerweise keine Waren kaufen oder verkaufen. Im Gegensatz zu einem afrikanischen Sklaven durfte er jedoch persönliches Eigentum besitzen. Außerdem durfte er sich an einen örtlichen Richter wenden, wenn er von seinem Herrn misshandelt wurde. Nach Ablauf der vertraglich bestimmten Dienstzeit wurde der Knecht freigelassen und bekam ein Handgeld (freedom dues). Anstelle von Geld konnte ihm auch ein Stück Land oder eine gewisse Menge Zucker gegeben werden. Der Knecht konnte nun ein unabhängiger Bauer oder freier Arbeiter werden.
Diese Form der Knechtschaft war ein normaler Bestandteil des englischen Rechtssystems im 17. Jahrhundert. Viele Iren wurden aber als Geiseln genommen und nach Barbados verschleppt. Der Begriff barbadosed beschrieb solche Aktionen, ihre Opfer wurden Redlegs (Rotbeine) genannt. Viele indentured servants wurden zwischen 1649 und 1655 von den Engländern während der Feldzüge Oliver Cromwells in Irland und Schottland in die Karibik verschleppt.
Nach 1660 kamen immer weniger indentured servants aus Europa in die Karibik. Stattdessen mussten nun afrikanische Sklaven die harte Feldarbeit erledigen. Entlassene Knechte, die einige Morgen (acres) Land erhalten hatten, konnten nicht gegen die großen Zuckerplantagen bestehen. Um profitabel zu wirtschaften, waren viele hundert Morgen erforderlich. Zudem wurden viele potenzielle Knechte durch die Berichte über die Gräueltaten der Herren an den schwarzen Sklaven abgeschreckt. Während des 17. Jahrhunderts starben zudem 33 bis 50 Prozent der Knechte an Gelbfieber, Malaria und Krankheiten, die die afrikanischen Sklaven mitgebracht hatten, bevor sie freigelassen wurden.
Als die Sklaverei im britischen Empire 1838 verboten wurde, benutzten die Plantagenbesitzer erneut die Schuldknechtschaft, um ihren Bedarf an billigen Arbeitskräften zu decken. Die Knechte stammten nun unter anderem aus China und Portugal, aber auch aus Bremen und dem Weserbergland, von wo sich etwa 1000 Arbeitskräfte nach Jamaika aufmachten. Die meisten Knechte kamen aus Indien. Die Indentured Servitude wurde erst 1917 verboten. Als Ergebnis bilden heute Einwohner mit indischen Vorfahren in Guyana die absolute Bevölkerungsmehrheit, in Trinidad und Tobago und Suriname die relative Mehrheit und auf Jamaika eine bedeutende Minderheit.

### Nordamerika

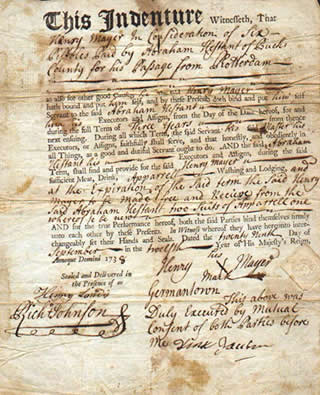
Vertrag aus dem Jahre 1738, in dem sich Henry Mayer für drei Jahre als Arbeiter im Dienste von Abraham Hestant aus Bucks County, Pennsylvania, verpflichtet

In der nordamerikanischen Geschichte bezahlten Arbeitgeber für die Überfahrt der europäischen Arbeiter über den Atlantischen Ozean. Dafür kauften sie den Schiffseignern die von diesen gehaltenen Arbeitskontrakte ab. Auch hier hatten sich die Knechte für eine bestimmte Anzahl Jahre zur Arbeit verpflichtet. Auch konnte die Leistung des Arbeitgebers in einer Berufsausbildung bestehen, zum Beispiel die Ausbildung zum Schmied. Während des 17. Jahrhunderts kamen die meisten weißen Arbeiter in Maryland und Virginia als Vertragsknechte auf Zeit aus England. Ihre Herren waren verpflichtet, sie zu verpflegen, einzukleiden und unterzubringen. Die Arbeitsbedingungen des Knechtes entsprachen häufig denen eines Lehrlings, der ebenfalls durch einen Vertrag an seinen Herrn gebunden war und harte, unbezahlte Arbeit schuldete, während er seine Zeit leistete. Nach Ablauf der Vertragszeit bekam der Schuldknecht einen Satz neuer Kleidung und wurde freigesprochen.
Die Knechtschaft auf Zeit (indentured servitude) war eine Methode, um rasch die Zahl der Einwohner und Einwanderer in den britischen Kolonien zu erhöhen, zumal immer nur eine begrenzte Menge verurteilter Zwangsarbeiter zur Verschiffung zur Verfügung stand. Auch die gefährliche Überfahrt über den Atlantik kostete viele durch Havarien und Krankheiten das Leben. Die Vertragsknechte auf Zeit bildeten solch eine bedeutende Bevölkerungsgruppe, dass sie sogar in der Verfassung der Vereinigten Staaten erwähnt wurden. Somit war das Institut der Knechtschaft auf Zeit um 1780 noch immer wohl etabliert. Nach einer kurzen Unterbrechung während der Amerikanischen Revolution gewann es rasch wieder an Fahrt.
So konnten die Schiffseigner und Kapitäne große Gewinne erzielen, indem sie

„den Auswanderern in Dublin oder einem anderen irischen Hafen ihre Bedingungen präsentierten. Diejenigen, die für ihre Überfahrt bezahlen konnten, üblicherweise 100 oder 80 Livres tournois, konnten nach Amerika fahren und dort jede Tätigkeit aufnehmen, die ihnen passte. Diejenigen, die nicht bezahlen konnten, wurden auf Kosten der Schiffseigner transportiert, die, um ihre Auslagen mit Gewinn wieder hereinzuholen, bei der Ankunft bekanntgaben, dass sie Handwerker, Arbeiter und Hausdiener herübergebracht hatten, mit denen er auf eigene Rechnung vereinbart hatte, ihre Dienste bei Männern und Frauen normalerweise 3, 4 oder 5 Jahre und bei Kindern 6 oder 8 Jahre in Anspruch nehmen zu können.“

Mit modernen Maßstäben gemessen handelte der Schiffseigner als Zeitvertragsunternehmer (contractor), der seine Arbeiter auslieh. Solche Umstände beeinflussten die Behandlung, die der Kapitän seiner wertvollen menschlichen Fracht zukommen ließ. Nachdem die Knechtschaft auf Zeit verboten worden war, musste die Überfahrt im Voraus bezahlt werden. Dies soll mit dazu beigetragen haben, dass sich die Bedingungen bei der Überfahrt während der zweiten Hälfte des 19. Jahrhunderts derart verschlechterten, dass man sogar von den irischen „Sargschiffen“ (coffin ships) sprach.

### Südafrika
Die Einwanderung von Landarbeitern aus Britisch-Indien seit etwa 1860 in die frühere britische Kolonie Natal beruhte auf einem Arbeitskräftebedarf in den dort bestehenden Zuckerrohrplantagen, der mit den bereits ansässigen Personen nicht gedeckt werden konnte. Das Modell dieser Arbeitsmigration basierte überwiegend auf einem fünfjährigen Vertragsabschluss für indentured labour (Kontraktarbeit). Die demografische Gruppe indischstämmiger Personen in Südafrika ist hauptsächlich auf diese Einwanderung zurückzuführen.

### Pazifik

#### Entstehung

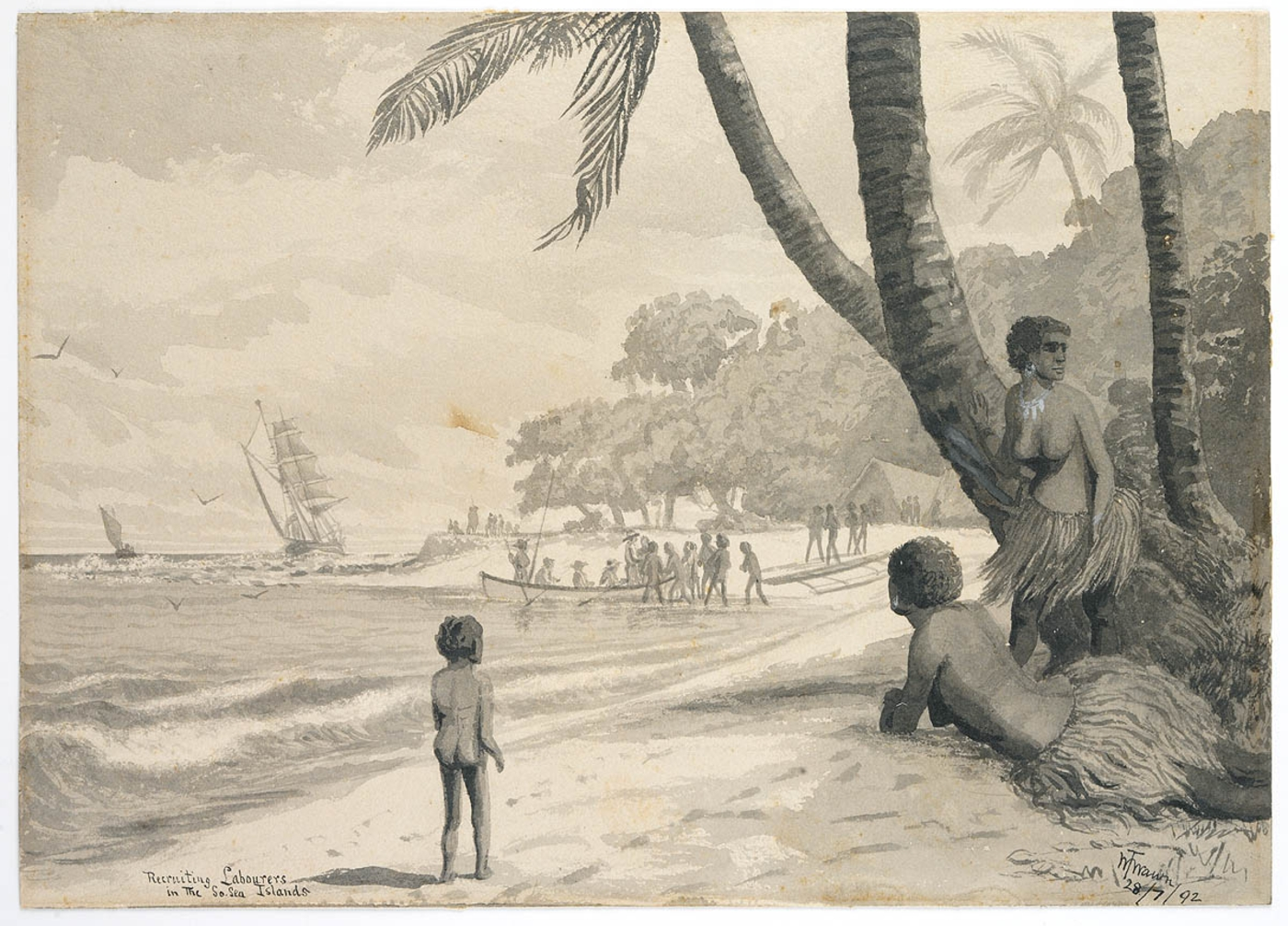
Rekrutierung von Südsee-Insulanern durch eine europäische Schiffsmannschaft für Arbeitsdienste, Zeichnung von William T. Wawn, Juli 1892

Im Zuge des Abolitionismus kam es im ersten Drittel des 19. Jahrhunderts in nahezu allen Küstenregionen des Stillen Ozeans, insbesondere den britischen Kolonien dieser Gebiete, zu einer drastischen Verknappung an Hilfskräften für ungelernte und schwere körperliche Tätigkeit. In den australischen Kolonien verschärfte die Abschaffung der Strafgefangenschaft, einer weiteren Quelle für billige Arbeitskräfte, die Lage noch zusätzlich.
Früheste Versuche des australbritischen Unternehmers und Politikers Benjamin Boyd, zwischen 1847 und 1849 insgesamt knapp 200 Einwohner der Loyalitäts- und Gilbertinseln zwecks Hilfsdiensten bei der Schafschur auf Farmen in New South Wales einzuführen, schlugen fehl, weil es zwischen den Insulanern als neuer Billigkonkurrenz und dem vorhandenen Stationspersonal zu starken Anfeindungen kam. Menschenrechtler sehen schon in dieser Aktion die Anfänge eines Sklavenhandels in der Südsee, weil die Insulaner nicht persönlich angeworben, sondern durch Vereinbarungen mit den Inselherrschern („Häuptlingen“) verpflichtet wurden.

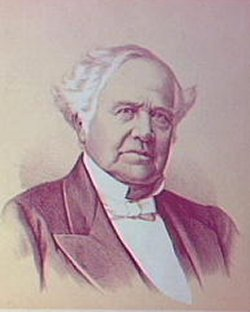
Captain Robert Towns, ca. 1794–1873

Einen offiziellen Beginn der Einfuhr von Pazifikinsulanern als Arbeitskräfte in die britische Kolonie Queensland markiert die Vereinbarung des Abgeordneten und Händlers Captain Robert Towns aus Sydney. Er beauftragte den Sandelholzhändler Henry Ross Lewin auf Tanna (Neue Hebriden), Bewohner dieser Gruppe und der Loyalitätsinseln als Arbeiter für seine Baumwollplantagen in Townsvale (heute: Veresdale und Gleneagle, beide Queensland) anzuwerben. Hierfür wurde 1863 der Schoner Don Juan umgerüstet und am 29. Juli von Brisbane ausgesandt.
Für die Dienste als Anwerber, sowohl auf See als auch an Land, erhielt Henry Ross Lewin ein Monatsgehalt von £ 5. Auf der Rückreise nach Queensland verstarb einer der rekrutierten Insulaner; er wurde auf Mud Island (Moreton Bay) beerdigt. Die übrigen 67, mit denen Brisbane am 17. August 1863 erreicht wurde, gelten historisch als erste pazifische Kontraktarbeiter (indentured labourers) in der Kolonie Queensland.
1864 fand mit der Uncle Tom ein erster Rücktransport von Pazifikinsulanern statt, die ihren Arbeitsvertrag mit Robert Towns erfüllt hatten. Die Verantwortung des Wiederanlandens an den Heimatstränden, wie auch diejenige für neue Rekrutierungen, wurde nun vollständig an Lewin übertragen. Parallel zur Uncle Tom wurde für weitere Rekrutierungen die Black Dog eingesetzt, ein „ex-opium runner“.
Im selben Jahr begannen ausgehend von Fidschi auch Rekrutierungen von Arbeitern auf den Gilbertinseln. Von Südamerika kommend, hatte zwecks Arbeiterbeschaffung für Peru die Ellen Elizabeth die Inselgruppe schon im Vorjahr erreicht. Deutscherseits wurden erstmals 1864 dreißig Insulaner für eine zwölfmonatige Kontraktarbeit auf den Plantagen des Handelshauses Joh. Ces. Godeffroy & Sohn (Samoainseln) rekrutiert. Sie stammten von Rarotonga (Cookinseln).

#### Umfang und Zeitraum
Schätzungen zufolge belief sich zwischen den 1860er und 1940er Jahren die Gesamtzahl der Kontraktarbeiter unterschiedlicher Ethnien im Südpazifik auf fast eine Million, wovon etwa 600.000 asiatische Arbeiter waren. Zwischen 1884 und 1940 wurden insgesamt bis zu 380.000 Arbeiter nach Deutsch-Neuguinea sowie 280.000 nach Britisch-Neuguinea gebracht. Im australischen Queensland arbeiteten zwischen 1863 und 1906 etwa 64.000 südpazifische Insularer. Die Plantagen auf den Salomon-Inseln beschäftigten zwischen 1913 und 1940 etwa 38.000 Menschen.

##### Queensland

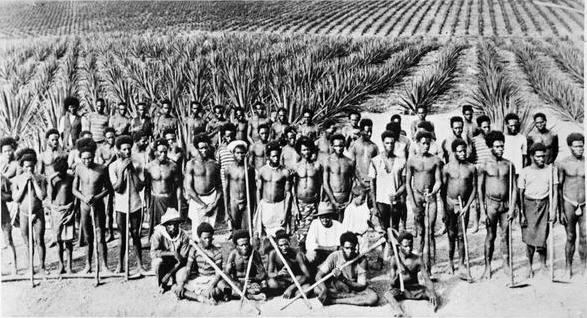
Südseeinsulanische Arbeiter auf einer Ananasplantage in Queensland, die auch Kanakas genannt wurden, in den 1890er Jahren

Routen der Arbeiterrekrutierung, ausgehend von Fidschi und Queensland, ca. 1860 – ca. 1910

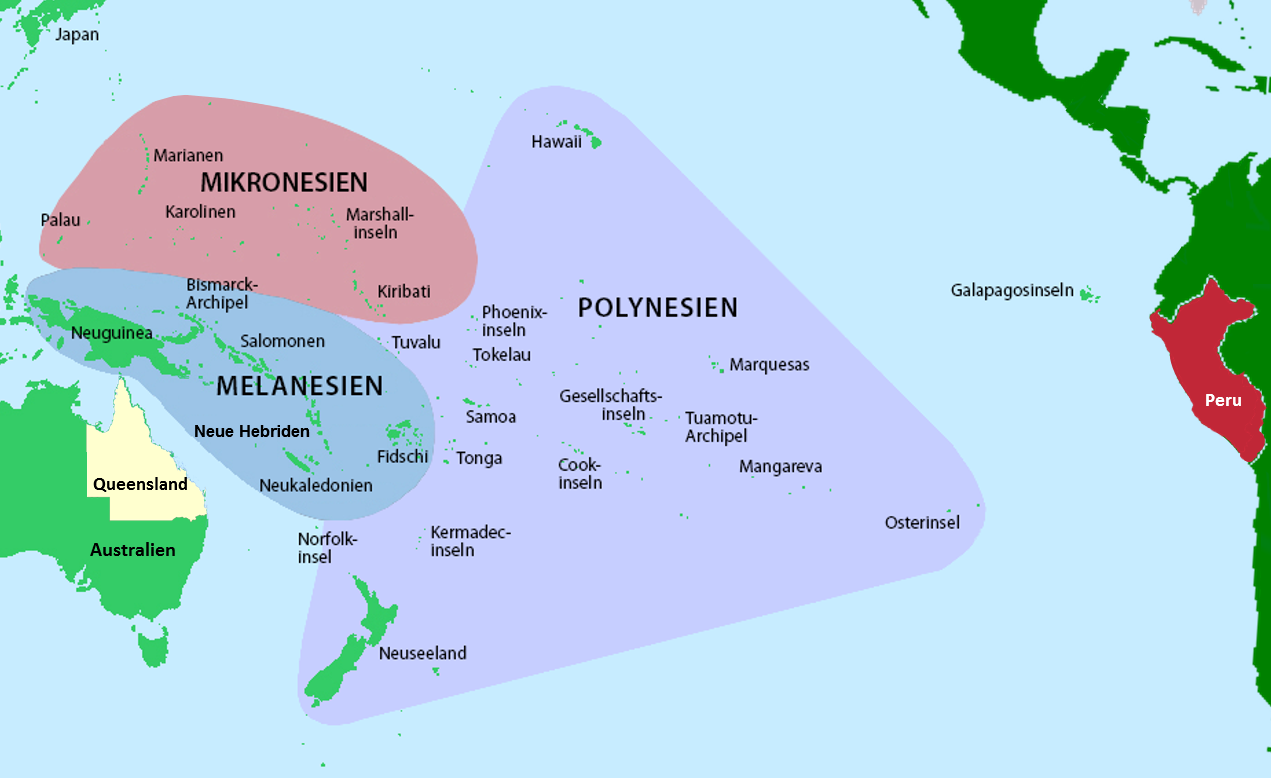
Hauptsächliche Kulturregionen Ozeaniens: Mikronesien, Melanesien und Polynesien

Zwischen 1863 und 1906 wurden rund 64.000 Pazifikinsulaner für Arbeitsverpflichtungen in die britische Kolonie bzw. den späteren Bundesstaat Queensland eingeführt. Etwa 34.000 stammten von den Banksinseln, Torresinseln und Neuen Hebriden, etwa 13.000 von den Salomon- und Santa-Cruz-Inseln, rund 16.000 von den nördlich vorgelagerten Inseln Neuguineas (Neuirland, Neubritannien, Duke-of-York-Inseln) und etwa 1.000 von den Loyalitätsinseln. Mit der Ankunft von 11.500 Insulanern innerhalb von zwölf Monaten erreichte die Einfuhr nach Queensland im Jahr 1883 ihren Höhepunkt. Die Arbeiter wurden in der australischen Umgangssprache als Kanakas bezeichnet, nach dem hawaiianischen Wort für Mann. Insgesamt wurden Arbeitskräfte von über 80 Inseln rekrutiert, die meisten von ihnen Männer und Jungen im Alter von neun bis 30 Jahren, Frauen und Mädchen nur in geringerem Masse. 15 bis 20 Prozent der anfänglichen Diaspora in Queensland war von blackbirding betroffen.
30 Prozent der Arbeitsverpflichteten starben wegen mangelnder Immunität an gewöhnlichen Krankheiten. Die Entlohnung der Kontraktarbeiter lag bei £6 pro Jahr, was 2014 etwa 685 Euro entsprochen hätte. Um die Jahrhundertwende bestanden in Queensland circa 2600 Zuckerrohrplantagen, deren Ausdehnung sich in den 1890er Jahren etwa verdoppelt hatte.
Mit dem Pacific Islanders’ Fund sollten ausstehende Löhne und Rücktransporte der Insulaner finanziert werden. Die australische Regierung veruntreute von insulanischen Familien in 85 Prozent der betroffenen Fälle Mittel im Wert von etwa 25 Millionen Euro (2013) und finanzierte damit sowohl weite Teile des Verwaltungsapparats um das System indentured labour als auch die Repatriierung der Insulaner im Zuge ihrer White Australia Policy. Die Deportationen fanden 1906 ihren Abschluss, nur wenige verblieben in Australien.
In den 1970er Jahren wurden die Nachkommen der südpazifischen Insularer in Australien politisch aktiv und erreichten 1994 ihre Anerkennung als nationale Minderheit. Ihr gehörten 2013 etwa 40.000 Personen an. Ihre Vertreter hoffen auf eine Entschuldigung der australischen Regierung und erwarten Kompensation für erlittenes Unrecht, darunter auch das Blackbirdung, historisch veruntreute finanzielle Mittel und Deportationen des frühen 20. Jahrhunderts. Sie werden in dieser Ansicht von den Regierungen der Salomonen und Vanuatus unterstützt.

##### Neukaledonien
Für die Nickelminen im zu Frankreich gehörenden Neukaledonien wurden von 1891 bis 1939 Vietnamesen als Kontraktarbeiter (franz. Engagés) auf die Insel gebracht. Von 1892 bis 1919 auch einige Tausend japanische Kontraktarbeiter, die bis zu ihrer Deportation nach dem japanischen Angriff auf Pearl Harbor Ende 1941 den Hauptanteil der Minenarbeiter in Neukaledonien bildeten. Ab 1896 wurden Javaner zunächst als Kontraktarbeiter für die Landwirtschaft rekrutiert, ab 1903 auch für den Nickelerzabbau.

##### Fidschi
Nach Fidschi wurden zwischen 1877 und 1911 schätzungsweise 16.000 Pazifikinsulaner von anderen Atollen und Inselgruppen eingeführt. Davorliegende Transporte sind dokumentiert, aber statistisch nicht oder nur unzureichend erfasst. Beispielsweise erwähnt ein Bericht des neuseeländischen Gouverneurs Sir George Bowen, dass schon 1860 die meisten Schiffe, die Fidschi von Neuseeland kommend anliefen, für den Transport von sogenannten Arbeitsimmigranten gechartert seien. Über den Bestimmungsort dieser Fahrten lässt sich nur selten Klarheit gewinnen. Parallel zu Insulanern des Südpazifik wurden im Zeitraum von 1879 bis 1916 bis zu 60.000 indische Arbeiter zur Kontraktarbeit nach Fidschi eingeführt.

##### Samoa
Arbeitertransporte aus dem Pazifik auf die Samoa-Inseln sind quantitativ nur sehr lückenhaft dokumentiert. Als gesichert kann gelten, dass zwischen 1874 und 1877 jährlich etwa 200 und zwischen 1878 und 1881 jährlich etwa 475 Insulaner von den Gilbertinseln für Arbeiten auf Samoa herangezogen wurden. Die Deutsche Handels- und Plantagengesellschaft der Südsee-Inseln zu Hamburg (DHPG), Nachfolgerin des Godeffroyschen Faktorei- und Plantagenbetriebes auf Samoa, führte zwischen 1885 und 1913 aus dem Schutzgebiet der Neuguinea-Kompagnie bzw. dem späteren Deutsch-Neuguinea rund 5.800 Insulaner als Kontraktarbeiter nach (Deutsch-)Samoa ein. Statistisch nicht erfasste Rekrutierungen für die DHPG fanden unter anderem im britischen Teil der Salomon-Inseln und auf den Shortland-Inseln statt. Schätzungen zur Gesamtzahl der zwischen 1884 und 1940 nach Deutsch-/Westsamoa gebrachten Arbeiter belaufen sich auf 12.000.

##### Peru
Nach der Abschaffung der Sklaverei in Peru 1854 benötigte das Land neue Arbeitskräfte sowohl für die Bewirtschaftung der großen Plantagen (Zuckerrohr, Baumwolle, Oliven, Weintrauben, Getreide) entlang seiner Küste als auch für den Abbau von Guanovorkommen. Neben Peru rekrutierten in Südamerika noch Nicaragua und Brasilien im 19. Jahrhundert Kontraktarbeiter, vorwiegend aus China, Japan und Polynesien.

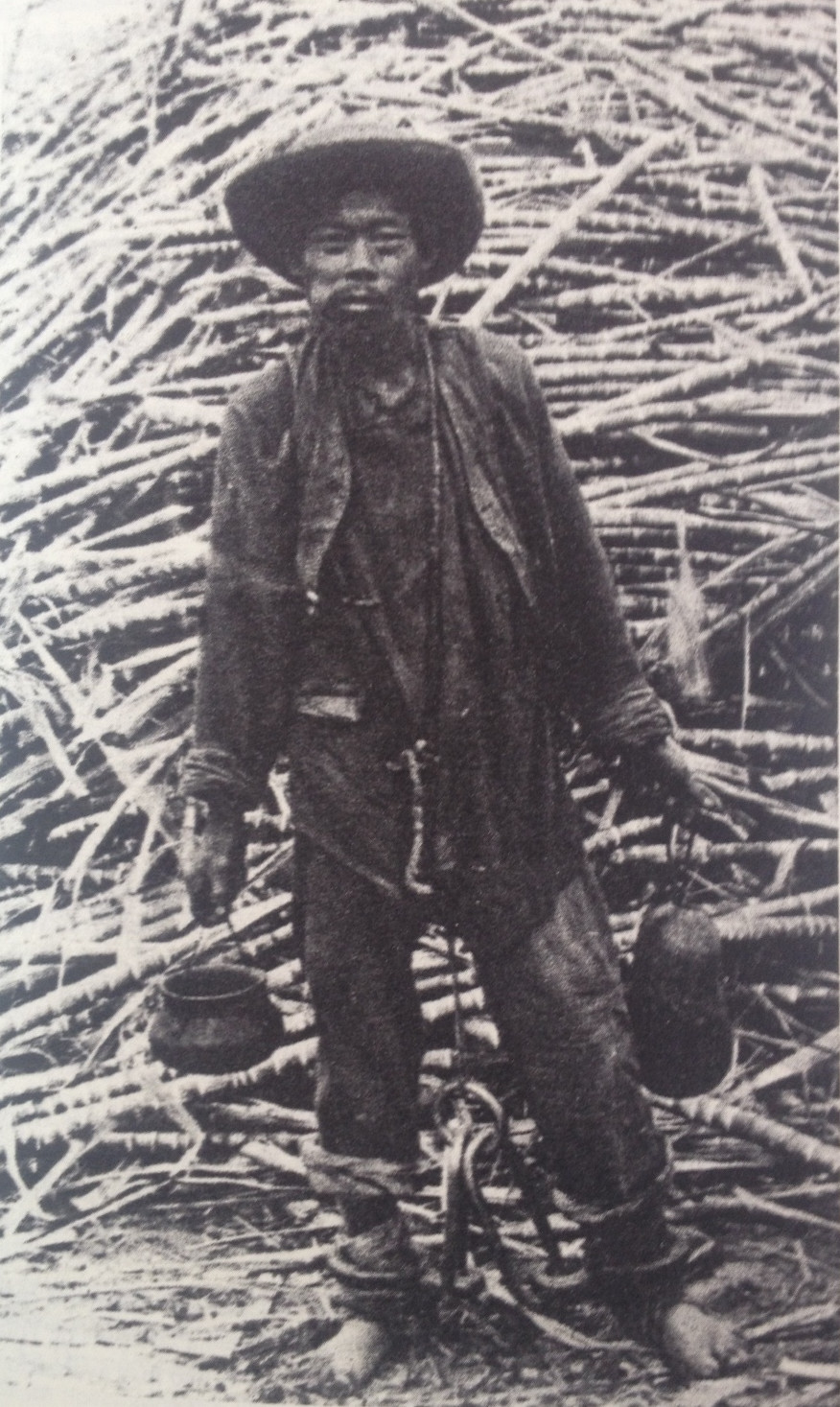
Chinesischer Kuli in Ketten, Peru 1881

- Chinesen

Etwa 270.000 chinesische Kulis arbeiteten auf Kuba und in Südamerika. Die Reise der ersten Gruppe chinesischer Vertragsarbeiter vom Zentrum des damaligen Kulihandels in Macau (damals eine portugiesische Kolonie) nach Peru dauerte etwa vier Monate. Weitere Chinesen aus Guangdong folgten ihnen. Von 1860 bis 1890 kamen etwa 100.000 hauptsächlich männliche Arbeitsverpflichtete, von denen 95 Prozent Kantonesisch sprach. Die Arbeiter aus China lebten oftmals in ehemaligen Sklavenunterkünften, verrichteten dieselbe Arbeit und wurden oft wie Sklaven in Ketten und mit grausamen Strafen am Verlassen der Plantagen gehindert. Ihre wiederholten Aufstände waren letztlich erfolglos.
Weitere Gruppen erreichten Peru zur Zeit des chinesischen Revolutionsführers Sun Yat-sen und nach der kommunistischen Machtübernahme in der Volksrepublik China und der Einrichtung der Republik China auf Taiwan 1949. 2007 machten die 600.000 Nachkommen chinesischer Einwanderer etwa 2 Prozent der peruanischen Bevölkerung aus.
- Japaner

1823 kamen bereits 17.700 japanische Arbeiter zur Kultivierung von Reis ins Land, die jedoch wesentlich besser behandelt wurden als die chinesischen oder einheimische Arbeiter, aber in großer Zahl verstarben. Einige kehrten später nach Japan zurück.
2004 belief sich die Zahl der Peruaner mit japanischen Wurzeln auf 109.000 Personen.
- Polynesier

Ab Mitte 1862 wandten sich die Anwerber, deren Betrug und Brutalität berüchtigt waren, den östlichen Inseln des Südpazifiks zu. Über einen Zeitraum von 14 Monaten wurden 3.630 vorwiegend polynesische Insulaner durch chilenische und peruanische Blackbirder mit wechselnden Taktiken wie Überzeugung, Nötigung und Kidnapping aufgegriffen und in den Hafen von Callao verbracht. 1864 operierten die Blackbirder bis in Seegebiete westlich von Tahiti, das einen Teil der Gesellschaftsinseln bildet. Ausgehend von Peru wurden zwischen 1863 und 1864 insgesamt 33 Schiffe zur Arbeiterrekrutierung im Pazifik eingesetzt.
Verlässliche Zahlen über abtransportierte Bewohner existieren hier lediglich für die Osterinsel, von der zwischen 1.400 und 1.500 Rapanui (oder 34 % der geschätzten Bevölkerung) an Bord genommen wurden. Bei ungefähr 550 handelte es sich um Opfer von blackbirding. In dem für sie ungewohnten Klima Perus starben viele der Insulaner an Infektionskrankheiten. 1863 konnten auf internationalen Druck nur 15 Überlebende auf die Osterinsel repatriiert werden, wo sie jedoch die Pocken einschleppten, an denen bis 1864 der größte Teil der auf den Inseln verblieben Insulaner bis auf etwa 150 bis 160 Insulaner verstarb.

##### Oʻahu
- Chinesen

In größerer Zahl kamen chinesische Migranten erst in der zweiten Hälfte des 19. Jahrhunderts nach Hawaii, nachdem zwei Opiumkriege, der Zusammenbruch der Qing-Dynastie und der langjährige und blutige Taiping-Aufstand das Land wirtschaftlich und politisch zerrüttet hatten. Zunächst kamen Chinesen jedoch nur in kleiner Zahl; die meisten dieser frühen Migranten waren Kaufleute und handwerkliche Fachkräfte aus der Provinz Guangdong. Einige waren auch Bauern, die in Hawaii Zuckerrohr, Reis und Kaffee anzubauen begannen. Während von 1852 bis 1875 durchschnittlich kaum 100 Chinesen pro Jahr nach Hawaii kamen, stieg diese Zahl zwischen 1876 und 1899 auf mehr als 2.000 an. Insgesamt kamen in der zweiten Hälfte des 19. Jahrhunderts mehr als 50.000 Chinesen, von denen sich nicht alle dauerhaft niederließen; die Arbeitsverträge hatten Laufzeiten zwischen drei und fünf Jahren. Obwohl die meisten Vertragsarbeiter das Arbeitsverhältnis so schnell wie möglich wieder zu beenden und die Plantagen zu verlassen suchten, blieben Zehntausende jedoch im Lande und nahmen eine Lohnarbeit an oder begründeten als Farmer oder Geschäftsleute selbständige Existenzen. 2000 lebten auf Hawaii 56.600 Menschen mit chinesischen Wurzeln. Mit 4,7 % der Gesamtbevölkerung bilden sie eine der größten ethnischen Gruppen des amerikanischen Bundesstaates
- Südpazifische Insulaner

Ab 1859 fanden in geringerem Umfang auch Arbeitertransporte von den Südpazifischen Inseln zum Einsatz in den Zuckerrohrplantagen von Oʻahu im Königreich Hawaiʻi statt. In den Jahren 1877 bis 1887 wurden etwa 2.400 Insulaner (vorwiegend Polynesier) hierher verbracht.
- Andere

Andere Vertragsarbeiter im 19. Jahrhundert auf Hawaii stammten aus Japan (ab 1868) und Portugal (ab 1878). Im 20. Jahrhundert kamen Arbeiter für den Ananasanbau aus Korea (ab 1903), von den Philippinen (ab 1906) und aus Spanien (ab 1907). Erst 1946 endete hier offiziell die Anwerbung von Arbeitskräften.

#### Rezeption zur Sklaverei

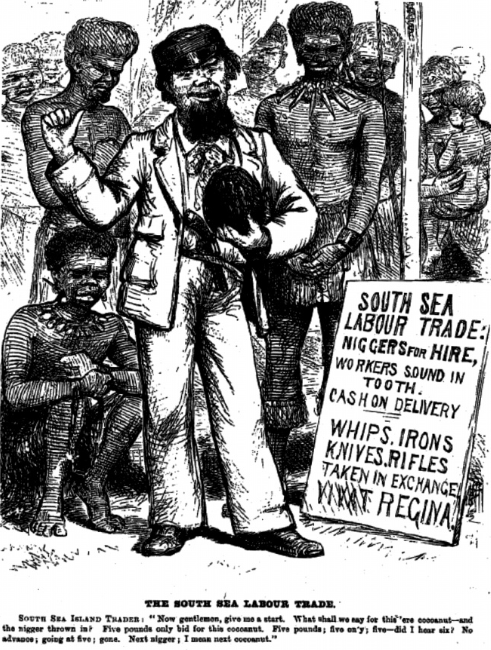
Karikatur von 1886, Auktion einer Kokosnuss für £5 mit einem „Nigger“ als Gratisbeigabe

In der Literatur findet sich breite Zustimmung darüber, dass Australiens Zuckerindustrie „auf dem Rücken“ der Südseeinsulaner aufgebaut wurde. Inwieweit es sich bei dem gesamten System der pazifischen Arbeitsverpflichtung (indentured labour) um Sklaverei handelte, wird in Australien nach wie vor debattiert.
Die Frage, ob Pazifikinsulaner als Arbeitskräfte für Plantagen hauptsächlich ordnungsgemäß rekrutiert oder aber gekidnappt, das heißt Opfer von blackbirding wurden, bietet bis heute Anlass zu Diskussionen. Gesichert ist, dass blackbirding in den ersten zehn bis fünfzehn Jahren des Arbeiterhandels mit großer Häufigkeit vorkam. Bereits der zeitgenössische Anthropologe Nikolai Nikolajewitsch Miklucho-Maklai bezeichnete den gesamten Arbeiterhandel als Sklavenhandel und die Arbeitsverpflichtungen als Sklaverei. Der Arbeitgeber, anders als der Besitzer eines Sklaven, hätte zudem kein fürsorgliches Interesse an einem über die dreijährige Verpflichtung hinausgehenden Nutzen des Kontraktarbeiters. Der Arbeitgeber zwinge so den Beschäftigten zur Verausgabung, schenke seiner Ernährung wenig Aufmerksamkeit, kümmere sich im Krankheitsfall kaum um ihn und glaube, dass er eine solche Lebensweise zwar auf Dauer nicht ertragen, ihr aber doch für zwei oder drei Jahre standhalten könne.
Hingegen vertrat der Historiker Clive Moore die Ansicht, dass Sklaverei sich über Besitz, Kauf, Verkauf und fehlende Löhne definiert. Im System der indentured labour seien dagegen Verträge abgeschlossen und die Arbeitsleistung bezahlt worden. Als weiteres Indiz für die Richtigkeit seiner These sieht Moore den Umstand, dass viele Insulaner sich nach ihrer Heimkehr für einen erneuten Arbeitseinsatz entschieden. Sklaverei sei ein Begriff, mit dem die Pazifikinsulaner emotional die damaligen Vorgänge und herrschenden Gefühle beschrieben. Sachlich treffe er nicht zu. Das System sei jedoch in seiner Gänze ausbeuterisch motiviert gewesen. Die Betroffenen hätten unter sklavenähnlichen und rassenverachtenden Bedingungen gelebt.